# Singapur Juniors 2006
Das Singapur Juniors 2006 fand als bedeutendstes internationales Nachwuchsturnier von Singapur im Badminton vom 26. November bis zum 2. Dezember 2006 statt.

## Sieger und Platzierte
| Disziplin    | Gold                             | Silber                              | Bronze                             |
| ------------ | -------------------------------- | ----------------------------------- | ---------------------------------- |
| Herreneinzel | Chan Kwong Beng                  | Yoga Pratama                        | Ashton Chen Yong Zhao              |
| Herreneinzel | Chan Kwong Beng                  | Yoga Pratama                        | Zairul Hafiz Zainudin              |
| Herrendoppel | Chayut Triyachart Ricky Widianto | Chin Chuan Jue Raymond Koh Kok Feng | Lim Khim Wah Mak Hee Chun          |
| Herrendoppel | Chayut Triyachart Ricky Widianto | Chin Chuan Jue Raymond Koh Kok Feng | Hendra Setyo Nugroho Andhika Anhar |